# Platycheirus scambus
Platycheirus scambus là một loài ruồi trong họ Ruồi giả ong (Syrphidae). Loài này được Staeger mô tả khoa học đầu tiên năm 1843. Platycheirus scambus phân bố ở vùng Cổ Bắc giới

## Hình ảnh

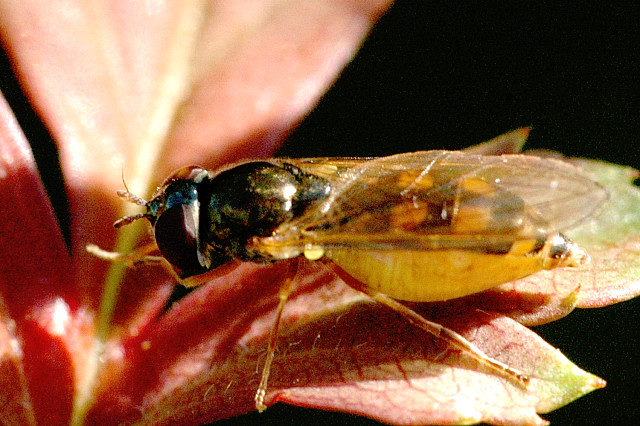
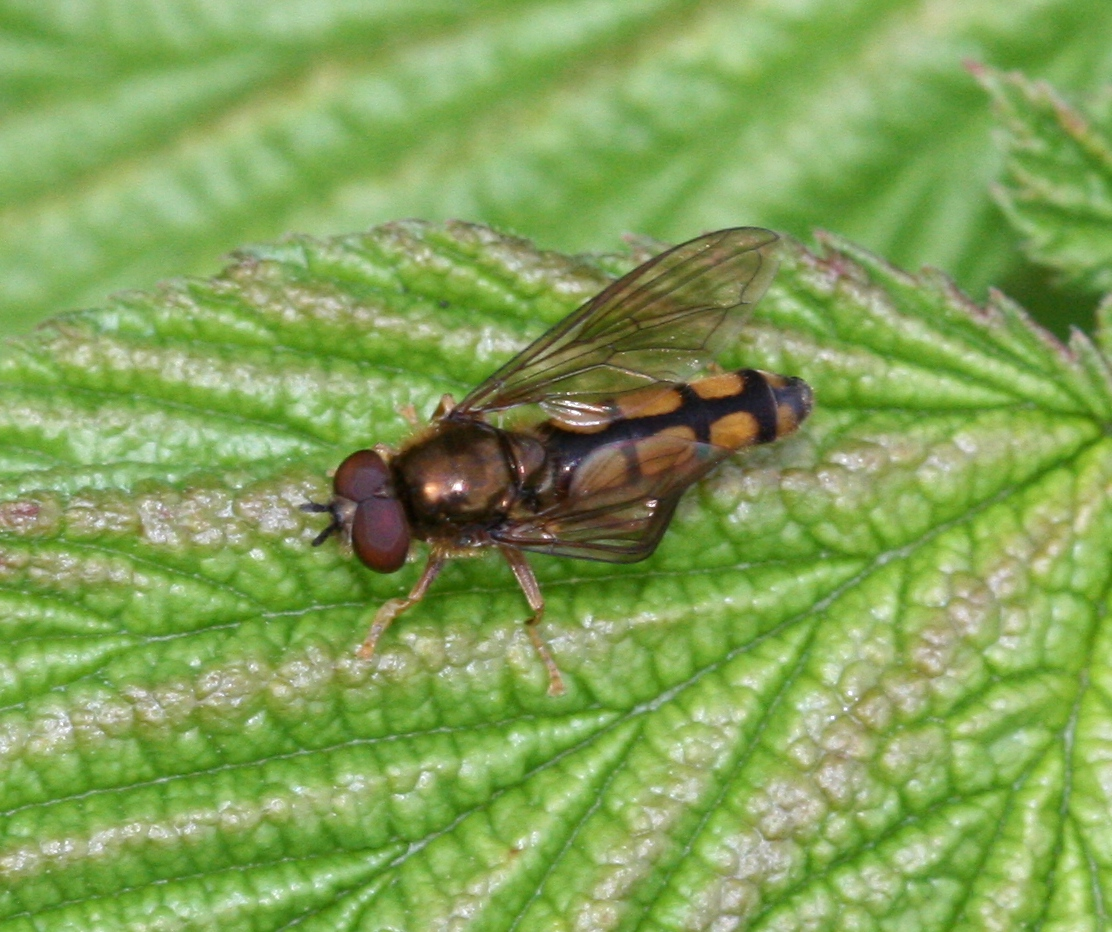